# Eta Geminorum
Eta Geminorum (η Gem, Propus) – gwiazda w gwiazdozbiorze Bliźniąt, znajdująca się w odległości około 385 lat świetlnych od Słońca.

## Nazwa
Tradycyjna nazwa gwiazdy, Propus, wywodzi się od greckiego Πρόπους i oznacza „przednią stopę”. Odnosi się ona do położenia w gwiazdozbiorze Bliźniąt, w którym wskazuje wysuniętą do przodu stopę Kastora. Będąc na niebie blisko Mi Geminorum, zwanej Tejat, zyskała też drugą nazwę: Tejat Prior („przedni”). Międzynarodowa Unia Astronomiczna zatwierdziła użycie nazwy Propus dla określenia tej gwiazdy.

## Charakterystyka
Jest to czerwony olbrzym reprezentujący typ widmowy M, którego pomarańczowo–czerwona barwa jest wyraźnie widoczna przez lornetkę. Gwiazda świeci 2400 razy jaśniej niż Słońce, ma średnicę bliską średnicy orbity Wenus wokół Słońca. Bezpośredni pomiar średnicy kątowej potwierdza tę ocenę; należy przy tym zaznaczyć, że przy pomiarze w paśmie obejmującym widmo absorpcyjne tlenku tytanu gwiazda jest większa niż poza nim – większa absorpcja zwiększa nieprzezroczystość materii gwiazdy. Ma ona masę około trzech mas Słońca i niegdyś była błękitną gwiazdą typu widmowego B, obecnie jest to tzw. gwiazda AGB (gałęzi asymptotycznej diagramu HR), która w bliskiej przyszłości przekształci się w mirydę. Obecnie jest to gwiazda zmienna półregularna.

Propus ma bliskiego towarzysza, błękitną gwiazdę ciągu głównego typu B, która znajduje się około 7 au od olbrzyma, ma podobną masę (choć mniejszą ze względu na wcześniejsze stadium ewolucji). Składniki te okrążają wspólny środek masy co 8,2 roku. Propus ma też dalszego kompana, gwiazdę typu F lub G, odległą na niebie o 1,7 sekundy kątowej, a w przestrzeni co najmniej 150 au, co przekłada się na okres obiegu ponad 700 lat. Główna gwiazda ma wielkość gwiazdową 3,52m, słabsza 6,15m.

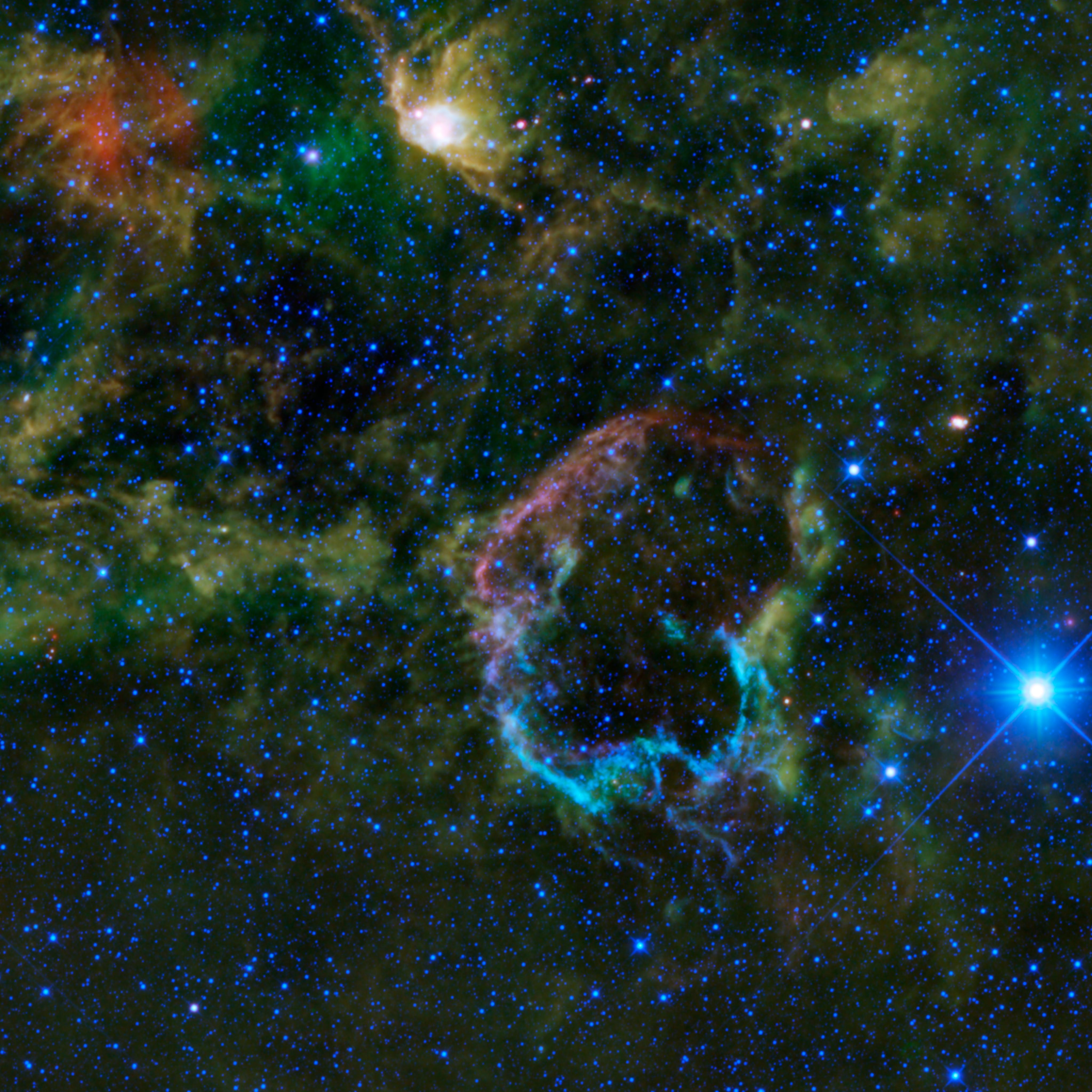
Eta Geminorum to gwiazda zmienna, którą człowiek może zobaczyć gołym okiem. Zaraz przed nią (na ilustracji) znajdują się pozostałości po supernowej IC 443.